# 私立青岛大学

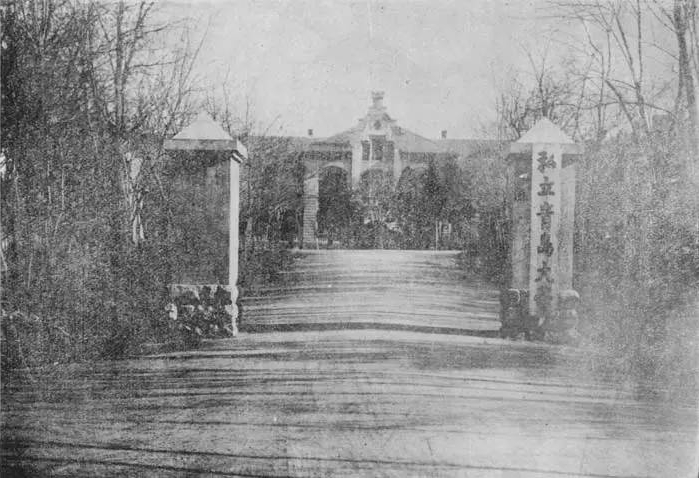
私立青岛大学

私立青岛大学是中华民国青岛市在20世纪20年代存在的一所私立大学，也是青岛第一所由中国人创办的大学，存在时间为1924年到1928年。私立青岛大学为今中国海洋大学的源头。

## 办学历史

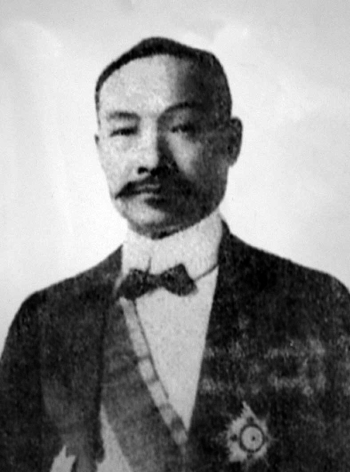
私立青岛大学首任校长高恩洪

1922年，中国收回青岛以后，将其开放为商埠，抚恤德日统治四分之一个世纪留下的满目疮痍，输入新知，佐育人才，立国安邦，成为全城人的共识。1924年初，曾任北洋政府教育总长、交通部长的直系将领高恩洪出任胶澳商埠督办。高氏在职，勤求治理，政绩可观，“尤于教育一端，锐意进行”。1924年5月29日，联络青岛的富商巨贾和热心教育的人士在其督办行署开会，倡办青岛大学。公推高恩洪、邵筠农、宋传典、傅炳昭、张德纯、刘子山、王子雍、宋雨亭、于耀西、孙丙炎、孙广钦（字子敬）等11人组成校董会，复由校董会推举孙广钦为筹备主任，邵筠农、孙丙炎为副主任。又聘请了蔡元培、张伯苓、黄炎培为名誉理事。
学校校址选在德租青岛时期修建的俾斯麦兵营。当时，青岛驻军对青岛大学校园垂涎欲滴，执意分享驻兵，高恩洪不允。双方争执不休，官司一直打到洛阳直鲁豫三省巡阅使吴佩孚处。吴是蓬莱人，清末秀才出身，与高同乡又曾同僚，私谊甚厚，虽系一军阀，但是绝非一介赳赳武夫，“世界竞争端赖学术”的道理是懂得的，就一锤定音该兵营作为办学之用。
财政为百事血脉，对文化教育事业尤其如此。大学筹办之初经费拮据，筹办诸人千方百计筹措经费，1924年6月19日，青岛总商会曾向美国大使馆请求以美国退回的庚子赔款作为青岛大学的创办经费，未有结果。几经周折，最终由高恩洪捐洋1万元、刘子山捐款2万元作筹备费用，由胶澳商埠督办公署、胶济铁路局拨款和青岛绅商的捐款作为学校的常年经费。10月25日，私立青岛大学举行开学典礼，青岛第一座由中国人自己创办的大学，私立青岛大学成立。

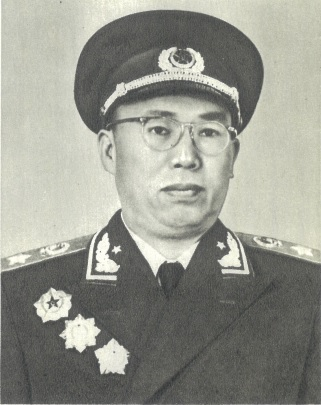
罗荣桓元帅

青岛是一个自由港，中外商人云集，工商业发达。学校董事会根据《大学令》确定私立青岛大学“以教授高深学术、养成硕学宏材，应国家需要为宗旨”，规划分为文、理、法、商、工、医、农林七科，最终的目标是发展成一所综合性大学，但考虑到青岛工商发展的需要， 创办之初以实用学科设置为主。先设工、商两科。1924年8月11-13日，在北京、南京、济南及青岛四地同时招生。除本国学生外，还有南洋华侨子弟和朝鲜学生前来报考。学校重质不重量，首届招收工商预科学生80名。首期学生中有抗日时期任山东军区司令的罗荣桓元帅。
私立青岛大学延聘教师十分讲究，师资来源之一为国内名牌高校毕业的学生，北大、燕大、齐鲁大学等，特别是北大毕业生居多；一为高薪聘请海外归国的留学生。根据1925年的统计，私立青岛大学全校教职员中留学生有11人，约占教职员总数的42%强，尤其以留学美国的最多。如逻辑学教师凌道扬、外文教师凌达扬、闵星荧，都学有专精，入校前已有名气；多数教师年龄在30-40岁之间，年富力强，学识涵容中西，又有陶铸中国新学术的襟怀与理想，教学认真。学校机构精干，教学和行政管理的负责人都由教师兼任。正是这些良好的规制和浓厚的学术空气。学校发展蒸蒸日上，相继设立土木工程科、机械科、矿科，并预备增设农林科、法科和文科。
第二次直奉战争突起，直系败退，高恩洪去职，私立青岛大学的发展遭到挫折。后由山东省议长宋传典接任校长，维持残局。学校经费，原来全靠高恩洪拨款和士绅捐赠，高恩洪一倒，经费无着，教师辞职的不少，学生也走了很多，形势顿趋逆转。奉系军阀得势后，由张宗昌督鲁，温树德任胶澳商埠督办。温树德是一介武夫，对教育事业不但缺乏热情，且横加摧残。当时温树德对私立青岛大学的校舍，垂涎欲滴，本拟恢复兵营，继续驻兵，因有宋传典鼎力维持，学校在苟延残喘中继续上课。且兵营改为青岛大学校舍早成事实，温树德害怕遭到舆论的谴责，故一直未敢贸然强行驻兵。学校此时每况愈下，自1925年以后再未招生。1928年初，蒋介石的北伐革命军进抵山东，张宗昌败逃，学校经费也断绝来源，教师学生散去大半，学校在不得已中停办，学生均按大学结业处理。

## 历任校长
- 高恩洪（1924年8月—1924年11月）
- 孙广钦（代理）（1924年11月—1925年1月）
- 宋传典（1925年1月—1928年）

## 知名校友
- 高恩洪（1875－1928），字定庵，山东省登州府蓬莱县人，清末民初政治人物。1924年主持创办私立青岛大学。
- 罗荣桓（1902－1963），湖南衡山人，军事家、政治家，中华人民共和国元帅，曾就读于私立青岛大学
- 张沈川（1900—1991），湖南省慈利县人。第五届全国政协委员。中共无线电通信事业的创始人之一。中共第一位无线电报务员。